# Koszeliki
Koszeliki (prononciation : [kɔʂɛˈlʲikʲi]) est un village polonais de la gmina de Międzyrzec Podlaski dans le powiat de Biała Podlaska de la voïvodie de Lublin dans l'est de la Pologne.
Il se situe à environ 9 kilomètres au nord-est de Międzyrzec Podlaski (siège de la gmina), 20 kilomètres à l'ouest de Biała Podlaska (siège du powiat) et 91 kilomètres au nord de Lublin (capitale de la voïvodie).

## Histoire
De 1975 à 1998, le village est attaché administrativement à la voïvodie de Biała Podlaska.

Depuis 1999, il fait partie de la voïvodie de Lublin.